# Kayum Ayub
Kayum Ayub (ur. 21 czerwca 1947 w Kabulu) – afgański zapaśnik walczący w stylu wolnym. Olimpijczyk z Meksyku 1968, gdzie zajął siedemnaste miejsce w kategorii do 78 kg.

## Letnie Igrzyska Olimpijskie 1968
| Konkurencja      | Rundy eliminacyjne          | Rundy eliminacyjne    | Klas. końcowa |
| Konkurencja      | Przeciwnik I                | Przeciwnik II         | Miejsce       |
| ---------------- | --------------------------- | --------------------- | ------------- |
| 78 kg styl wolny | Ali Mohammad Momeni (IRI) P | Martin Heinze (GDR) P | 17.           |